# Orenburška oblast
Orenburška oblast (rusko Оренбу́ргская о́бласть) je oblast v Rusiji v Privolškem federalnem okrožju. Na severu meji na republiko Tatarstan, na vzhodu na republiko Baškortostan, na jugovzhodu na Čeljabinsko oblast, na jugu na Kazahstan in na vzhodu na Samarsko oblast. Ustanovljena je bila 7. decembra 1934. Med letoma 1938 in 1957 se je imenovala Čkalovska oblast (rusko Чка́ловская о́бласть). Administrativno središče je Orenburg.